# رايخسجاو الدانوب السفلي
رايخسجاو الدانوب السفلي (الإنجليزية: Gau Lower Danube ) كان قسمًا إداريًا لألمانيا النازية يتكون من مناطق في النمسا السفلى، بورغنلاند، الأجزاء الجنوبية الشرقية من بوهيميا والأجزاء الجنوبية من مورافيا. كانت موجودة بين عامي 1938 و1945.

## التاريخ
تم إنشاء نظام النازي جاو في الأصل في مؤتمر للحزب في 22 مايو 1926، من أجل تحسين إدارة هيكل الحزب. منذ عام 1933 وما بعده، بعد الاستيلاء النازي على السلطة، حل الجاو محل الولايات الألمانية كتقسيمات إدارية في ألمانيا. 
على رأس كل جاو، هناك غاوليتر ذو صلاحيات شبه مطلقة. كل غاولتير محلي غالبًا ما كان يشغل مناصب حكومية بالإضافة إلى مناصب حزبية وكان مسؤولًا، من بين أشياء أخرى، عن الدعاية والمراقبة، ومنذ سبتمبر 1944 فصاعدًا، فولكسستورم والدفاع عن الغاو.  
تم شغل منصب الغاولايتر الدانوب السفلي من قبل Hugo Jury طوال فترة وجود الغاو.  

## التقسيمات الإدارية
التقسيمات الإدارية لجاو: 

### المناطق الحضرية /Stadtkreise
1. مدينة كريمس
2. مدينة سانكت بولتن
3. مدينة فينر نويشتاد

### المناطق الريفية /Landkreise
1. لاندكريس أمستيتن
2. LANDKREIS بادن
3. Landkreis Bruck an der Leitha
4. Landkreis Eisenstadt
5. Landkreis Gänserndorf
6. Landkreis Gmünd
7. Landkreis Hollabrunn
8. LANDKREIS القرن
9. Landkreis Korneuburg
10. LANDKREIS كريمس
11. LANDKREIS Lilienfeld
12. Landkreis Melk
13. Landkreis Mistelbach an der Zaya
14. لاندكريس نيوبيستريتز
15. Landkreis Neunkirchen في Niederdonau
16. Landkreis Nikolsburg
17. Landkreis Oberpullendorf
18. Landkreis Sankt Pölten
19. لاندكريس شيبس
20. LANDKREIS Tulln
21. Landkreis Waidhofen an der Thaya
22. Landkreis Wiener Neustadt
23. LANDKREIS Znaim
24. Landkreis Zwettl